# Sebastián Alarcón
Sebastián Alarcón (ur. 14 stycznia 1949 w Valparaíso, zm. 30 czerwca 2019 w Moskwie) – chilijski reżyser i scenarzysta filmowy. Jego film z 1977 r. „Noc nad Chile” zdobył Nagrodę Specjalną na 10. Moskiewskim Międzynarodowym Festiwalu Filmowym. W 2008 roku był członkiem jury na 30. Moskiewskim Międzynarodowym Festiwalu Filmowym.

## Filmografia
- 1974: Pierwsza strona
- 1977: Noc nad Chile
- 1980: Święta nadzieja
- 1982: Upadek kondora
- 1986: Jaguar
- 1991: Agenci KGB również się zakochują
- 1999: Blizna
- 2003: Fotograf